# Hilda Fearon

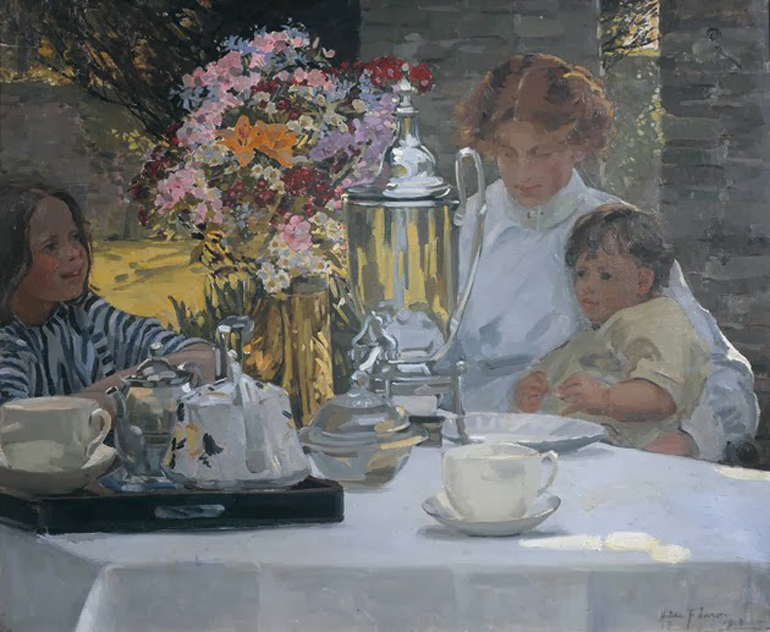
La fiesta del té

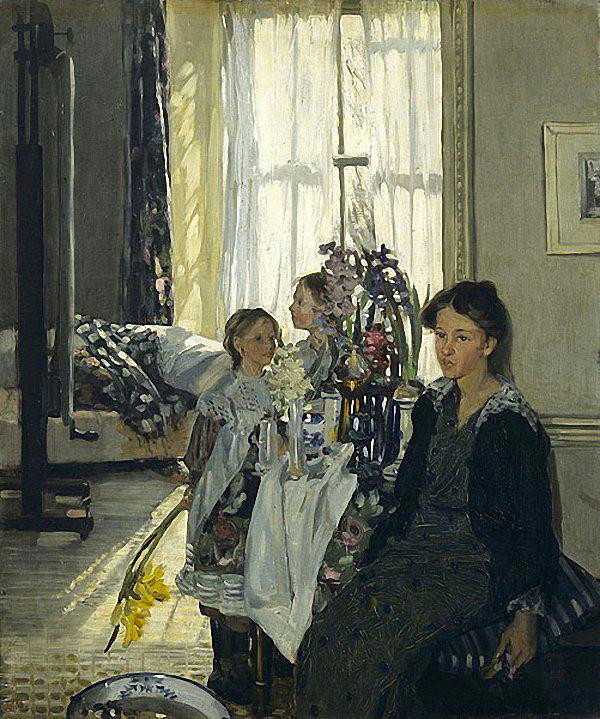
Estudio Interior

Hilda Fearon (Banstead, Surrey, 14 de septiembre de 1878-Londres, 2 de junio de 1917), fue una pintora, dibujante y escultora inglesa.

## Biografía
Hilda Fearon nació en Banstead, Surrey. Sus padres fueron Paul Bradshaw Fearon, un rico comerciante de vinos, y Edith Jane Diffield Fearon. El matrimonio Fearon tuvo dos hijos y cuatro hijas. Una de las hermanas de Hilda, mayor a ella en un año, fue la destacada pintora Annie Fearon Walke.
Hilda estudió en la Slade School of London y continuó los estudios, junto a su hermana Annie, en Dresde, Alemania, donde fue alumna de Robert Sterl. Al regresar a Inglaterra, realizó estudios con el pintor impresionista Algernon Mayow Talmage, en St Ives, Cornualles, con el que inició una relación sentimental. Ambos se trasladaron a Londres, en 1908, y se mantuvieron juntos hasta la muerte de Hilda, a la edad de treinta y nueve años.

## Obra
Sus pinturas de escenas de género tienen como protagonista a mujeres, que suelen estar en compañía de niños, y ubicadas en interiores o en paisajes combinados con las figuras. También pintó paisajes, pero son sus escenas, en un estilo impresionista inglés, lo más destacado de su obra. La fiesta del té (Tea party), de 1916, propiedad del Tate, es una de las pinturas que mejor la caracterizan.